# Looking for the Perfect Beat: 1980-1985
Looking for the Perfect Beat: 1980-1985 è una compilation di Afrika Bambaataa.

## Tracce
1. "Zulu Nation Throwdown" - Afrika Bambaataa Nation Cosmic Force
2. "Zulu Nation Throwdown" - Afrika Bambaataa Nation Soulsonic Force
3. "Jazzy Sensation" - Afrika Bambaataa & The Jazzy 5
4. "Planet Rock" - Afrika Bambaataa & the Soulsonic Force
5. "Looking For The Perfect Beat" - Afrika Bambaataa & the Soulsonic Force
6. "Renegades of Funk" - Afrika Bambaataa & the Soulsonic Force
7. "Frantic Situation" - Afrika Bambaataa & the Soulsonic Force with Shango
8. "Unity Part 1" - Afrika Bambaataa & James Brown
9. "Who Do You Think You're Funkin' With?" - Afrika Bambaataa & the Soulsonic Force featuring Melle Mel
10. "What Time Is It"
11. "Funk You" - Afrika Bambaataa and The Jazzy 5